# Vương Đình Khải
Vương Đình Khải (tiếng Trung giản thể: 王庭凱, bính âm Hán ngữ: Wáng Tíngkǎi, sinh tháng 1 năm 1967, người Hán) là chính trị gia nước Cộng hòa Nhân dân Trung Hoa. Ông là Ủy viên dự khuyết Ủy ban Trung ương Đảng Cộng sản Trung Quốc khóa XX, hiện là Thường vụ Thành ủy, Bí thư Ủy ban Chính Pháp Thành ủy Thiên Tân. Ông từng là Bí thư Ủy ban Công tác Giáo dục Thiên Tân; Phó Tỉnh trưởng Cát Lâm.
Vương Đình Khải là đảng viên Đảng Cộng sản Trung Quốc, học vị Thạc sĩ Luật. Ông có sự nghiệp gần 30 năm công tác nhiều cơ quan, đơn vị ở quê nhà Trường Xuân trước khi được điều chuyển tới các địa phương khác.

## Xuất thân và giáo dục
Vương Đình Khải sinh vào tháng 1 năm 1967 tại thủ phủ Trường Xuân của tỉnh Cát Lâm, Cộng hòa Nhân dân Trung Hoa. Ông lớn lên và tốt nghiệp cao trung ở Trường Xuân, đến năm 1986 thì thi cao khảo và đỗ Đại học Cát Lâm, nhập học hệ luật kinh tế của Trường Luật thuộc trường từ tháng 9, tốt nghiệp Cử nhân chuyên ngành Luật Kinh tế vào tháng 7 năm 1990. Tháng 9 năm 1998, ông trở lại Trường Luật của trường Cát Lâm để học chương trình nghiên cứu sinh tại chức sau đại học và nhận bằng Thạc sĩ Luật học vào tháng 6 năm 2001. Ông được kết nạp Đảng Cộng sản Trung Quốc vào tháng 12 năm 1994, từng tham gia khóa bồi dưỡng, huấn luyện cán bộ trung, thanh niên giai đoạn tháng 3–7 năm 2017 tại Trường Đảng Trung ương Đảng Cộng sản Trung Quốc.

## Sự nghiệp

### Trường Xuân
Tháng 7 năm 1990, sau khi tốt nghiệp đại học, Vương Đình Khải được phân về công tác ở Viện Kiểm sát Nhân dân thành phố Trường Xuyên, là khoa viên của viện. Được 3 năm thì ông được điều chuyển tới Khu Khai phát kỹ thuật kinh tế Trường Xuân để công tác với ngạch phó chủ nhiệm khoa viên của Phòng Nghiên cứu chính sách. Vào tháng 9 năm 1995, ông được bầu làm Tổ trưởng Tổ trù bị Đoàn ủy của khu, rồi Bí thư Đoàn ủy từ tháng 11, thăng chức làm Phó Chủ nhiệm Phòng Nghiên cứu chính sách từ tháng 8 năm 1996, cấp chính xứ. Sang tháng 1 năm 1998, ông được điều về quận Khoan Thành, Trường Xuân, nhậm chức Trợ lý Quận trưởng, công tác ở đây 2 năm thì trở lại Khu Khai phát và giữ vị trí Trưởng phòng Quản lý đầu thầu kiêm Chủ nhiệm Văn phòng mua sắm chính phủ. Tháng 3 năm 2001, Vương Đình Khải được điều tới quận Cửu Đài, chỉ định vào Ủy ban Thường vụ Quận ủy, nhậm chức Phó Quận trưởng. Đến tháng 3 năm 2006, ông được điều lên Ủy ban Kế hoạch phát triển Trường Xuân làm Phó Chủ nhiệm, chuyển chức làm Phó Tổng thư ký Chính phủ Nhân dân thành phố từ tháng 7 năm 2004. Tháng 10 năm 2005, một lần nữa ông được điều về quận và lần này là quận Lục Viên, nhậm chức Phó Bí thư Quận ủy, Quận trưởng trong 5 năm cho đến cuối năm 2010 thì chuyển sang quận Nhị Đạo làm Bí thư Quận ủy đến 2013. Tháng 7 năm 2013, ông được bổ nhiệm làm Chủ nhiệm Ủy ban Quản lý Khu Khai phát kỹ thuật kinh tế Trường Xuân nơi mình công tác 20 năm trước, kiêm Phó Bí thư Ủy ban Công tác Đảng của khu kinh tế này. Sau đó 2 năm, vào tháng 7 năm 2015, ông được bầu vào Ủy ban Thường vụ Thành ủy Trường Xuân, giữ chức Bộ trưởng Bộ Tuyên truyền Thành ủy cho đến 2018.

### Cát Lâm và Thiên Tân
Tháng 2 năm 2018, sau gần 30 năm công tác ở quê nhà Trường Xuân, Vương Đình Khải được điều tới địa cấp thị Cát Lâm làm Bí thư Thị ủy. Đến tháng 9 năm 2020 thì ông được bổ nhiệm làm Phó Tỉnh trưởng Cát Lâm, Thành viên Đảng tổ Chính phủ tỉnh. Tháng 6 năm 2021, ông được điều tới Thiên Tân, chỉ định vào Ủy ban Thường vụ Thành ủy Thiên Tân, nhậm chức Bí thư Ủy ban Công tác Giáo dục thành phố. Sau đó 1 năm thì ông được phân công làm Bí thư Ủy ban Chính Pháp Thành ủy Thiên Tân. Cuối năm 2022, ông tham gia Đại hội Đảng Cộng sản Trung Quốc lần thứ XX từ đoàn đại biểu Thiên Tân. Trong quá trình bầu cử tại đại hội, ông được bầu là Ủy viên dự khuyết Ủy ban Trung ương Đảng Cộng sản Trung Quốc khóa XX.